# Phil Taylor (Musiker)

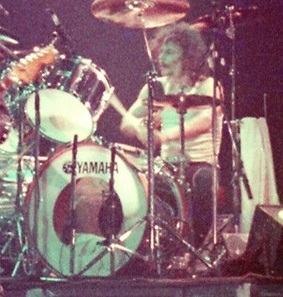
Phil Taylor (1982)

Philip John Taylor (* 21. September 1954 in Chesterfield, England; † 11. November 2015), Spitzname Philthy Animal, war ein britischer Musiker. Er war von 1975 mit Unterbrechungen bis 1992 Schlagzeuger der Rockband Motörhead.

## Leben
Phil Taylor und Eddie Clarke waren miteinander befreundet, und auf Vorschlag von Clarke wurde Taylor 1976 während der Aufnahmen zu On Parole Mitglied von Motörhead.
Nach dem offiziellen Debüt der Band, Motörhead, gelang ihnen mit Overkill 1979 der Durchbruch. Das Lied Overkill stellt für damalige Verhältnisse ein Novum in der Schlagzeugtechnik dar, und selbst spätere Schlagzeuger wie Lars Ulrich bekennen sich dazu, dass sie von Taylors Stil fasziniert und maßgeblich beeinflusst worden sind. Der Song Overkill gilt vor allem dank Taylors revolutionärem Doublebass-Spiel als eine der Pionierleistungen des Speed- und Thrash-Metal.
Die Besetzung Kilmister/Clarke/Taylor gilt als die klassische Besetzung von Motörhead und war kommerziell überaus erfolgreich.
Nach dem 1983 erschienenen Album Another Perfect Day verließ Taylor die Band erstmals, um ein „seriöser Musiker“ zu werden, wie er es nannte.
Daraufhin plante Taylor gemeinsam mit Phil Lynott und Brian Robertson die Gründung einer Band. Das Projekt scheiterte am mangelnden Engagement von Lynott. Gemeinsam mit Sänger Robin McAuley und Bassist Chris Glen wurde Operator gegründet. Nachdem Robertson die Band wegen Erfolglosigkeit verlassen hatte, kam Gitarrist Marcus Schleicher, und die Band benannte sich in GMT um. 1986 erschien bei Mausoleum Records die EP One By One. Die zweite EP War Games konnte wegen des Bankrotts von Mausoleum Records erst nach dessen Neustart 1991 veröffentlicht werden.
Noch während der Zeit bei GMT wurde Taylor 1987 wieder Schlagzeuger bei Motörhead, hatte aber nicht mehr die Dynamik in seinem Spiel wie in seiner ersten Zeit in der Band. Nach einem Live- und zwei Studioalben, von denen 1916 sehr erfolgreich war, wurde er von Lemmy Kilmister schweren Herzens während der Aufnahmen zu March ör Die entlassen, weil er trotz mehrfacher Ermahnung zu wenig Engagement zeigte und seine Parts am Schlagzeug auf nachlassendem Niveau spielte.
Zunächst spielte er dann bei verschiedenen Projekten und als Sessionmusiker, bis ihn um 1998 Mick Farren als Schlagzeuger für die neu formierte Rockband The Deviants engagierte. Er nahm mit der Band die Studioparts des 1999 erschienenen Albums The Deviants Have Left the Planet auf, konnte aber an der für 2000 geplanten Japan-Tournee nicht teilnehmen, da er kein Visum erhielt. Auf dem 2002er Album Dr. Crow spielte Taylor das Schlagzeug zum Stück A Long Dry Season ein. Danach bestritt er verschiedene Gastauftritte als Schlagzeuger bei Motörhead-Coverversionen, unter anderem mit W.A.S.P.
Infolge einer Operation, die wegen eines zerebralen Aneurysmas notwendig geworden war, verschlechterte sich Taylors Gesundheitszustand. Er starb am 11. November 2015 an Leberversagen. Er wurde auf dem Hasland Cemetery in seiner Heimatstadt Chesterfield beigesetzt.

## Diskografie
Mit Motörhead
- On Parole (1975/1979)
- Motorhead (1977)
- Overkill (1979)
- Bomber (1979)
- Ace of Spades (1980)
- No Sleep ’til Hammersmith (1981)
- Iron Fist (1982)
- Another Perfect Day (1983)
- Rock ’n’ Roll (1987)
- 1916 (1991)

Mit GMT
- One By One (EP, 1986)
- War Games (EP, 1991)

Mit The Deviants
- The Deviants Have Left the Planet (1999)

Weitere
- Philthy Phil and Fast Eddie – Naughty Old Santa’s Christmas Classics (1989)
- Chris Holmes – Nothing to Lose (2012)

(Quelle:)